# Vilis Cimmermanis
Vilhelms „Vilis” Cimmermanis (ur. 31 grudnia 1896 w Rydze, zm. 29 maja 1936 tamże) – łotewski lekkoatleta, długodystansowiec, olimpijczyk. Reprezentant Rīgās Garnizona Sporta Klubs i LSB.
Uczestnik igrzysk olimpijskich w Paryżu (1924). Wystąpił w biegach na 5000 i 10 000 metrów, w pierwszym odpadł w wyścigu eliminacyjnym, drugiego nie ukończył. Na kolejnych igrzyskach wystąpił w maratonie, którego nie ukończył.
23-krotny mistrz Łotwy. Zdobywał tytuły w biegach na 800 m (1923), 1500 m (1920, 1922, 1923, 1925), 3000 m (1922, 1923), 5000 m (1920, 1921, 1922, 1923), 10000 m (1920, 1921, 1923), sztafecie szwedzkiej (1921, 1922, 1923), biegu na jedną godzinę (1922), sztafecie 4 × 400 m (1927) i biegach przełajowych (1920, 1921, 1922, 1923). 31-krotny rekordzista Łotwy w biegach na 800 m, 1000 m, 1500 m, 2000 m, 3000 m, 5000 m, 10000 m, 35 km, oraz w biegu godzinnym i sztafecie szwedzkiej. Medalista mistrzostw kraju w łyżwiarstwie szybkim.
Rekordy życiowe: 5000 m – 15:48,2 (1925), 10000 m – 33:02,5 (1924).